# Улица Васильченко (Чернигов)
Улица Васильченко (укр. Вулиця Васильченка) — улица в Деснянском районе города Чернигова. Пролегает от переулка Куренёвка (Фикселя) до улицы Северная, исторически сложившаяся местность (район) Берёзки
Примыкают улицы Куренёвка (Фикселя), Подгорная, Самойловича.

## История
На «Плане города Чернигова 1908 года» улица не обозначена. Улица без названия была проложена до 1917 года. Была застроена индивидуальными домами. В 1927 году получила название Новопрорезная. В 1938 году Новопрорезная улица была переименована на Прорезная улица.
В 1960 году получила современное название — в честь украинского советского писателя Степана Васильевича Васильченко

## Застройка
Улица проложена в северо-восточном направлении — от реки Стрижень. Состоит из двух на прямую не связанных участков длинами 190 и 120 м. Парная и непарная стороны улицы занята усадебной застройкой, непарная сторона конца улицы (после примыкания улицы Самойловича) занята территорией промышленного предприятия «Ясень».
Учреждения: нет